# Höfgen (Niederer Fläming)
Höfgen ist ein Ortsteil der Gemeinde Niederer Fläming im Süden des Landkreises Teltow-Fläming in Brandenburg. Der Ort gehört dem Amt Dahme/Mark an und war bis zum 31. Dezember 1997 ein Ortsteil von Welsickendorf.

## Lage
Höfgen liegt zehn Kilometer südöstlich von Jüterbog in einer Talsenke des Fläming. Die Gemarkung des Ortes grenzt im Norden an Borgisdorf, im Osten an Gräfendorf sowie im Süden und im Westen an Welsickendorf. Weitere Nachbarorte, an deren Gemarkung Höfgen nicht direkt grenzt, sind Werbig im Nordosten und der Ortsteil Langenlipsdorf der Gemeinde Niedergörsdorf im Westen.
Von Höfgen aus führt eine alte Pflasterstraße zur Bundesstraße 101 (Jüterbog–Schönewalde), die etwa einen Kilometer westlich des Dorfes liegt.

## Geschichte und Etymologie

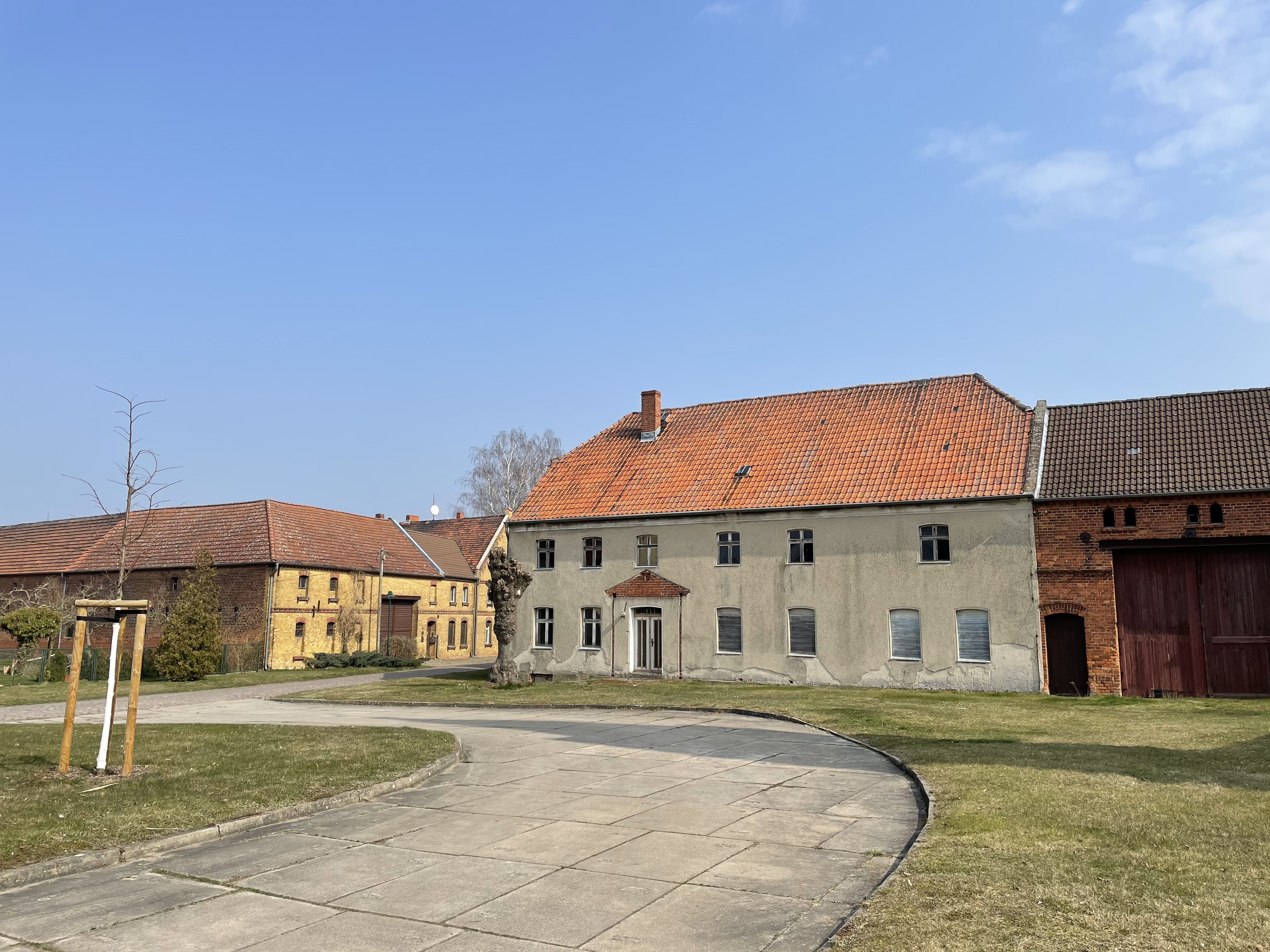
Höfgen Ortsansicht

### 12. bis 15. Jahrhundert
Das Rundlingsdorf Höfgen wurde erstmals 1183 urkundlich erwähnt, als die Dorfbewohner Abgaben an das Nonnenkloster Jüterbog abzugeben hatten. Der Ort erschien im Jahr 1284 als eines von zwei Bauernhäusern, von denen eines Thumehoue bezeichnet wurde (duarum villarum quarum unam vocatur Thumehoue) und befand sich ursprünglich im Besitz der Liebfrauenkirche Jüterbog, die Lebens- und Lernort der Zisterzienserinnen war. Der Ortsname stammt aus dem Mittelniederdeutschen und beschreibt eine zu einem Hof gehörende Siedlung. Bis 1384 besaß der Pfarrer Jacob von Zinna in villa Hove zwei Hufe, die jedoch im genannten Jahr ebenfalls an die Liebfrauenkirche ging und die neben dem gesamten Dorf auch die Ober- und Untergerichtsbarkeit sowie das Kirchenpatronat innehielten.

### 16. Jahrhundert
Um 1500 fand eine Steuererhebung im Erzstift Magdeburg statt, nach der die Bewohner von Höfgen 3 Schock 6 Groschen zur Anlage zahlen mussten. Eine weitere Angabe über die zu zahlenden Steuern ergab sich aus dem Anschlagk der bewilligten steure vff gehaltenem Landtage zu Magdeburg dienstags nach Lucie 1516, nach der in Hofichen 6 Rheinische Gulden (fl) zur Steuer entrichtet werden mussten. Das Register über die Aufnahme der im Jahr 1534 verwilligten Steuer des 50. Pfennigs führte für den Ort 4 fl 18 gr zum 50. Pfennig auf. Bei einer Visitation der Kirchen und Klöster im Erzstift Magdeburg im Jahr 1562 wurden im Dorf fünf Hauswirte festgestellt. Dem Pfarrer standen zwei Pfarrhufen zu, der Kirche vier Stück Land, die im Wechsel mit 3 oder 4 Scheffel Roggen besät wurden. Eine Gehre, d. h. ein keilförmiges Stück Land, das zwischen zwei anderen Flurstücken ausläuft, hatte der alte Schultheiß der Kirche entzogen. Der Küster erhielt 8 Scheffel von den Bauern und ein Brot von jedem Hufner. Wenige Jahre später erfolgte 1584 eine erneute Visitation, die ebenfalls fünf Hauswirte ergab. Zwei Jahre später lagen die Abgaben ausweislich einer Einnahme und Ausgabe des 70. Pfennigs zur Landsteuer 1586/1587 bei 2 Taler 27 gr 2 Pfennig (d) zum 70. Pfennig. Nach der Reformation 1570/1594 übernahm das Amt Jüterbog das Dorf.

### 17. Jahrhundert
In den folgenden Jahrzehnten stagnierte die Entwicklung. Aus dem Jahr 1606 wurde von fünf Bauern, 1609 von fünf Untertanen und um 1625 von fünf Hufnern berichtet. Während des Dreißigjährigen Krieges wurde brannte der gesamte Ort ab, erst 1660 wurde er wieder aufgebaut.
Die Kriegsschäden wurden im Amts-Erbbuch von Jüterbog vom Jahre 1648 deutlich: Demzufolge lag der gesamte Ort annähernd wüst: Dies betraf den Richter, der zwei freie Lehn- und vier Pachthufen besaß, ebenso das Fünfhufner- und zwei der drei Vierhufnerhöfe. Erst in der Designation der im Amt Jüterbog vorhandenen Stadt und Vorstädte, Amts- und Ritterschaft, Dörfer, Güter, Kirchen, Pfarren, besetzten Mannschaften von 1664 erschienen wieder ein Lehnschulzengut und vier Vollspänner, mithin fünf Einwohner (=Familien). Ebenso weist das Untertanenverzeichnis wie viel ihrer in jeden Vorstadt und Dorfe zu befinden de ao 1699 die Stellen wieder als besetzt aus. Es gab fünf Bauern: einen Sechshufner (den Dorfschulzen), einen Fünfhufner und drei Vierhufner, die zusammen 23 Hufen bewirtschafteten.

### 18. Jahrhundert
Die Individual-Specification und Schatz oder Würdigung derer sambtlichen unterm Fürstl. Sachßen Querfurischen Ambte Jüterbog befindlichen contribuablen Grund Stücken aus dem Jahr 1704 verzeichnete die Anzahl der Hüfner und Kossäten sowie deren Aussaatmenge des Hofes und weiterer Ackerstücke. Demzufolge gab es in Höfgen nach wie vor den Sechshufner, einen Fünfhufner und drei Vierhufner, die 23 Hufen bewirtschafteten, die auch 1714 noch fortbestanden. Ein Dokument aus dem Jahr 1721 zeigte ebenfalls keine Veränderung an der Dorfstruktur. Berichtet wurde aber, dass dem Amt drei „mäßige“, also wenig ertragreiche Fischpfuhle gehörten und es einen Kirchacker sowie einen Pfarrgarten gab. Weiterhin nutzten die Bewohner gemeinschaftlich ein Hirtenhaus. Im Jahr 1755 erschien in einem Dorf ein Hinweis auf die historische Geschichte. Höfgen wurde darin bezeichnet als Es heißt insgemein das Nonnendorf, weil es unter dem Jgf. Kloster zu Jüterbogk ehemals gestanden. Die Specification der Häuser und angesessenen Einwohner der Ämter Dahme und Jüterbog von 1777 führte für Höfgen fünf Hufner und Vollspänner sowie einen halben Kossätenhof aus. Dies ergab sechs „angesessene“ Einwohner; erwähnt wurde erneut das Hirtenhaus.

### 19. Jahrhundert
Im Jahr 1800 gab es nach Leonhardi fünf Anspänner; die Bewohner hielten zusammen 15 Pferde, 18 Kühe und 336 Schafe. Einen detaillierten Einblick gab Register Allgemeine Personensteuer auf Bartholomai 1812 vom Querfurter Landtag in Dresden 1811 bewilligt. Es nannte alle ortsanwesenden Personen: Es gab einen Schulzen mit Knecht, Magd und Jungen sowie vier Hufner: einer hatte zwei Söhne und eine Magd, ein zweiter einen Sohn, eine Magd und einen Jungen sowie zwei Hufner, die je einen Knecht und eine Magd beschäftigten. Beim Windmüller lebten eine Tochter sowie eine Auszugsmutter, d. h. eine Frau, die Unterhaltsbeiträge oder eine andere finanzielle Unterstützung zum lebenslänglichen Nießbrauch erhielt. In Summe lebten im Ort sechs Steuerpflichtige. Mit dem Wiener Kongress kam auch Höfgen zu Preußen und das mittlerweile auf sieben Einwohner angewachsene Dorf Höfgen, Höffgen im Jahr 1817 zum Amt Zinna. Im Jahr 1837 lebten dort unter anderem der Windmüller, ein Zimmermann sowie sieben männliche und fünf weibliche Dienstboten, im Jahr 1841 waren es insgesamt 52 Einwohner.
Das Dorf bestand im Jahr 1858 aus zwei öffentlichen sowie acht Wohn- und 20 Wirtschaftsgebäuden, darunter der Getreidemühle. Es war 1106 Morgen (Mg) groß: 2 Mg Gehöfte, 22 Mg Gartenland und 1082 Mg Acker.

### 20. und 21. Jahrhundert
Aus einem Viehstands- und Obstbaumlexikon ist bekannt, dass im Jahr 1900 im Dorf 15 Häuser standen. Die Hufner besaßen dort ein Jahr später 66,68 Hektar, 63,44 Hektar bzw. 54,94 Hektar Land. Aus dem Gemeindelexikon aus dem Jahr 1932 für das Jahr 1931 wurde ersichtlich, dass es mittlerweile nur noch 14 Häuser mit 17 Haushaltungen waren; Höfgen wurde im genannten Jahr Landgemeinde. Im Jahr 1939 gab es im Dorf fünf land- und forstwirtschaftliche Betriebe mit einer Größe von 20 bis 100 Hektar, ein Betrieb war zwischen 10 und 20 Hektar, acht zwischen 0,5 und 5 Hektar groß.
Bis 1952 lag Höfgen im Landkreis Luckenwalde (bis 1946 Jüterbog-Luckenwalde), nach der DDR-Kreisreform gehörte die Gemeinde zum Kreis Jüterbog im Bezirk Potsdam. Am 11. Januar 1962 wurde Höfgen nach Welsickendorf eingemeindet. Seit der Wende und der brandenburgischen Kreisreform im Dezember 1993 gehört Höfgen dem Landkreis Teltow-Fläming an. Am 31. Dezember 1997 wurde die Gemeinde Welsickendorf mit ihren Ortsteilen mit 13 weiteren Gemeinden zu der neuen Gemeinde Niederer Fläming zusammengeschlossen. 
Höfgen ist der einzige Ortsteil des Niederen Fläming mit einem professionellen Kinoprojektor und Sommerkino.  

## Sehenswürdigkeiten
- Die unter Denkmalschutz stehende Dorfkirche Höfgen ist ein kleiner Backsteinbau, der ab 1877 in zweijähriger Bauzeit fertig gestellt wurde. Die Ausstattung der Kirche stammt aus der Bauzeit.[4] 1929 und 1967 erfolgten jeweils Sanierungen von Dach und Turm der Kirche. Bereits seit 1606 ist Höfgen als Kirchdorf belegt, die erste Kirche des Ortes wurde im Dreißigjährigen Krieg zerstört. Im Jahr 1706 wurde mit dem Bau einer neuen Kirche begonnen, diese wurde schließlich durch die heutige ersetzt.[5]

## Einwohnerentwicklung
| Jahr      | 1875 | 1890 | 1910 | 1925 | 1933 | 1939 | 1946 | 1950 |
| Einwohner | 72   | 86   | 94   | 96   | 93   | 85   | 120  | 121  |